# William B. Allen
William Barclay Allen, ameriški politični filozof, * 1944. 
Bil je profesor politične filozofije in dekan kolidža Jamesa Madisona na Michigan State University v East Lansingu, Michigan. Med 1984 in 1987 je bil član Nacionalnega sveta za humanistiko, med 1988 in 1989 pa predsednik Komisije Združenih držav za državljanske pravice. Allen je strokovnjak na področjih politične filozofije, ameriške vlade in sodne oblasti. Velja za avtoriteto v zadevah klasičnega izobraževanja. 

## Zgodnje življenje in študij
Allen se je rodil leta 1944 v Fernandini Beach, Florida, kot najstarejši od dvanajstih otrok baptistčnega pridigarja. Začel je študirati znanost na Univerzi Virginia Union, vendar so se njegovi interesi spremenili in se je začel zanimati za politiko in filozofijo. Študij je nadeljeval na Pepperdine College, kjer je diplomiral leta 1967 (B.A.) in prejel M.A. (1968) in doktorat (1972) na Diplomski univerzi Claremont.

## Kariera
V letih 1970–71 je deloval kot napredni učitelj na Univerzi v Rouenu v  Franciji. Leta 1971 je bil imenovan za docenta na šoli za vlado in javno upravo na Ameriški univerzi, leta 1972 je postal docent vlade na Kolidžu Harvey Mudd ter nato leta 1976 docent za vlado. Leta 1976 je bil povšan v višjega profesorja, med leti 1983 in 1994 pa je deloval le kot redni profesor.  Allen je bil med drugim tudi član Nacionalnega sveta za humaniteto od leta 1984 do 1987. Odstopil je, da bi delal v Komisiji Združenih držav Amerike za državljanske pravice, pri kateri je služboval do leta 1992. Predsednik komisije je bil od 8. avgusta 1988 do 23. oktobra 1989.
Kot dekan in profesor je na James Madison Collegeu v sklopu univerze Michigan State služboval od leta 1993 do leta 1998. Pod njegovim vodstvom je kolegij pridobil široko nacionalno priznanje kot središče liberalnega izobraževanja, prav tako sta bili ojačani fakulteta in študentsko gibanje, produktivnost fakultete pa se je drastično povečala. Naslednje leto je služboval kot izvršni direktor Državne komisije za visoko šolstvo za Virginijo. Med njegovim izvajanjem so bili uslužbenci in naloge Sveta temeljito preurejeni, pri tem pa so se osredotočili na njeni dve zakonski obveznosti : priporočila za javno politiko in upravljanje izobraževalnih programov. Agencija je pod njegovim vodstvom razvila strateško načrtovanje, formulo financiranja, oceno programov in priporočila za splošno izobraževanje. Uspešno je postavljal vprašanja, kot je primer vprašanje večje odgovornosti univerz za uporabo državnih sredstev.
V letih 2002–2005 je bil direktor programa za javno politiko in upravo na državni univerzi Michigan. Na isti univerzi je med leti 2004–2006 deloval kot predsednik delovne skupine za izboljšanje dodiplomskega izobraževanja. Med letoma 2006 in 2007 je bil pri Ann & Herbert W. Vaughan gostujoči predavatelj v programu James Madison na Univerzi Princeton, v letih 2008–2009 pa je bil gostujoči profesor v Matthew J. Ryan Centru za študij svobodnih institucij in javnega dobrega na Univerzi Villanova. Trenutno je gostujoči predavatelj za konzervativno miselnost in politiko univerze Colorado Boulder's Center for Western Civilization, Thought & Policy. 
Služboval je tudi v odborih institucije Hoover (od leta 1995 naprej) in Kolegija St. John's. Od leta 2002 deluje kot akademski svetovalec in član fakultete na Inštitutu za odgovorno državljanstvo v Washingtonu, D.C. 
Allen je predsednik in soustvarjalec organizacije Toward a Fair Michigan, katere naloga je bila nadaljnje razumevanje vprašanj enakih možnosti, ki so vključena v zagotavljanje državljanskih pravic za vse državljane in zagotavljanje civilnega foruma za pošteno in odprto izmenjavo mnenj o vprašanju pritrdilnega ukrepanja. 

### George Washington: Prvi ameriški napredenež
Knjiga govori o Washingtonovih idejah o nastanku države, ki vzdržuje versko svobodo in temeljne človekove pravice. Verska svoboda ni bila le stranski cilj ampak glavni vzrok za željo po neodvisnosti. Njegov pogled, ki je bil za tisti čas radikalen, je bila predanost doseganju s korupcijo neomadeževanega političnega sistema. Že pred koncem revolucije je podal idejo o samovladanju ameriškega ljudstva. Kljub notranjim bojem, mu je ideja uspela, kar štejemo za njegov največji dosežek znotraj ameriške ustave. Knjiga beleži Washingtonovo politično rast in napredek v vojnem obdobju, in opisuje njegov doprinos k ustanovitvi Zduženih Držav Amerike. Prav tako razjasni njegov odnos do sužnjelastništva in predsedstva. V delu Allen zagovarja liberalne ideje, ki so bile prisotne v zgodnjem obdobju Združenih Držav Amerike. 
 

## Dela
- George Washington: America’s First Progressive (Peter Lang, Inc.), 2008
- The Personal and the Political: Three Fables by Montesquieu (UPA), 2008
- Re-Thinking Uncle Tom: The Political Philosophy of H. B. Stowe (Lexington Books), 2008
- George Washington: A Collection, editor and Introduction (Liberty Press, 1988), 3rd printing, 2003
- Let the Advice Be Good: A Defense of Madison’s Democratic Nationalism (University Press of America), 1994

## Nagrade
- Booker T. Washington Legacy Award, Heartland Institute, Chicago,
- Fulbright Senior Specialists Roster, 2002–07
- 1997 Templeton Honor Roll
- Earhart Foundation Research Grant, 1986–87
- Prix Montesquieu, 1986, Academie de Montesquieu